# G7+-Staaten

Logo der g7+-Staaten

Die g7+-Staaten (auch g7plus) sind eine Vereinigung von 20, ursprünglich 7, Staaten, die als politisch instabil gelten. Ziel ist die Vertretung gemeinsamer Interessen der Mitglieder gegenüber den Geberstaaten von Entwicklungshilfe und der Austausch von Erfahrungen bei Stabilisierungsmaßnahmen. Das g7+-Sekretariat befindet sich im zweiten Stock des Kobe House im Finanzministerium Osttimors in der Landeshauptstadt Dili.

## Geschichte

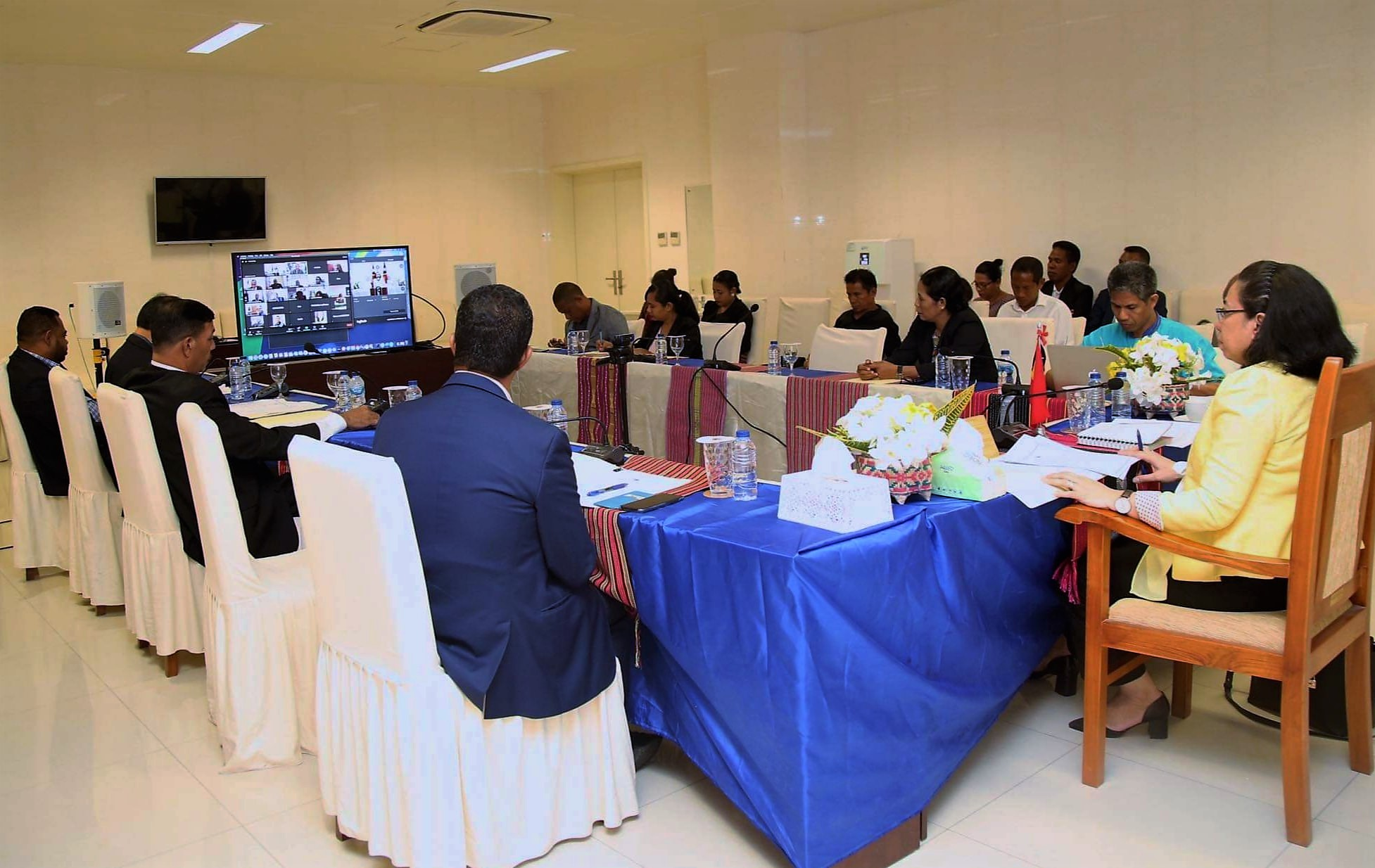
Die osttimoresische Delegation bei einer Videokonferenz der g7+ (2020)

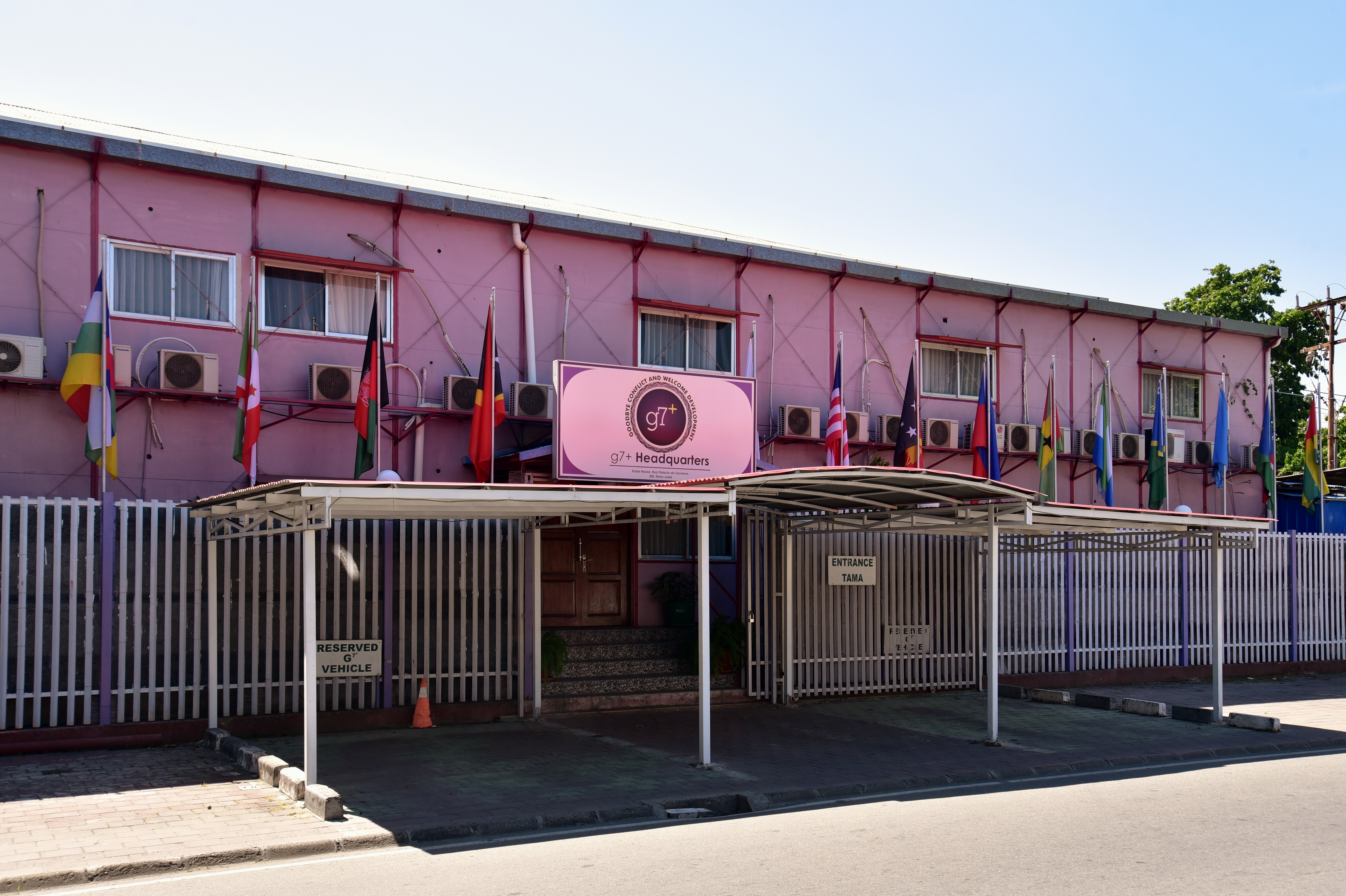
Sitz der g7+ in Dili

Die Ursprünge der g7+ liegen beim Dritten hochrangigen Forum zur Wirksamkeit der Hilfe in Accra (Ghana) 2008, wo sich mehrere Staaten als Musterländer für eine Studie über fragile Staaten zur Verfügung stellten. Hier entschied man auch, den Dialog zwischen Empfängern und Gebern von Entwicklungshilfe zu stärken. Man vereinbarte ein Treffen zwischen der Demokratischen Republik Kongo, als Vertreter der Entwicklungsländer, und Frankreich, als Vertreter der Geberländer. Das erste Treffen fand im Dezember 2008 in Paris statt. Parallel trafen sich die Vertreter der Entwicklungsländer erstmals untereinander und begannen einen Erfahrungsaustausch. Hier entstand die Bezeichnung kleine g7 als Gegenstück zu den G7 am anderen Ende der Entwicklungsleiter. Man vereinbarte weitere Treffen durchzuführen. Das erste sollte in Osttimor stattfinden.
Beim Fragile State Forum am 8. April 2010 in Dili wurden die g7+ offiziell gegründet. Vertreter der Mitgliedsstaaten Afghanistan und Haiti fehlten dabei allerdings. Dafür kamen Abgesandte Burundis, Nepals, der Salomonen, des Südsudans, des Tschads und etwa 40 verschiedener Geberländer von Entwicklungshilfe. Aufgrund der Zunahme auf 13 Teilnehmerstaaten entschied man sich nun „g7+“ zu nennen. Gemeinsam trat man beim Vierten hochrangigen Forum zur Wirksamkeit der Hilfe auf.
Die erste ministerielle Tagung fand 2011 in Juba (Südsudan) statt. Bei der zweiten ministerielle Tagung 2012 in Port-au-Prince (Haiti) wurden die Komoren offiziell als 20. Mitgliedsstaat aufgenommen. Anwesend waren Minister aus Afghanistan, der Zentralafrikanischen Republik, Haiti, Südsudan und Osttimor sowie Delegationen der Demokratischen Republik Kongo, Guinea-Bissau, Sierra Leone und Somalia.
Am 24. September 2024 eröffnete die g7+ ein Büro bei den Vereinten Nationen in New York.

## Vorsitzende

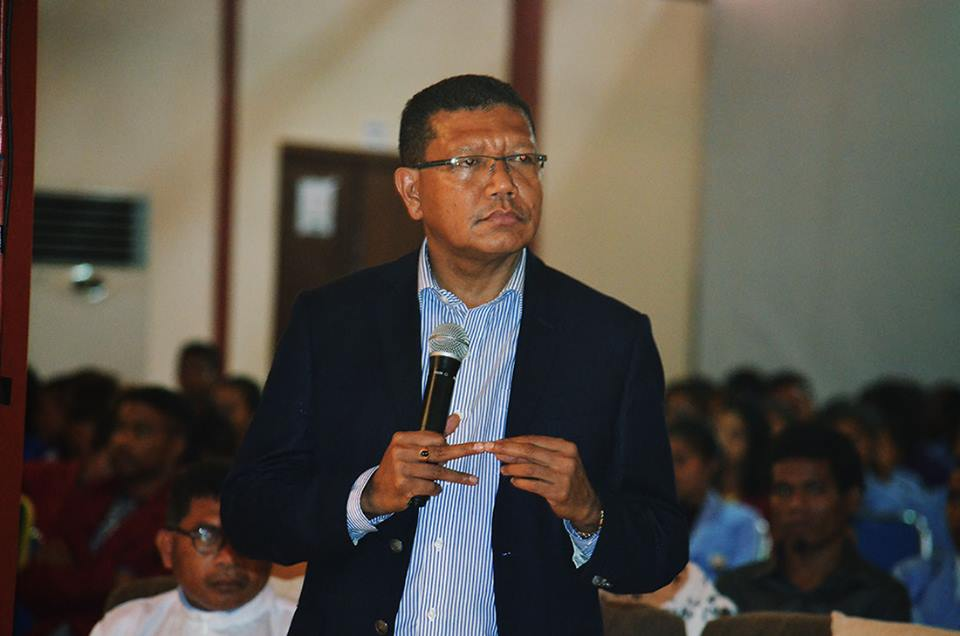
Hélder da Costa (2017)

- Olivier Kamitatu Etsu (Demokratische Republik Kongo), 2008–2010
- Emília Pires (Osttimor), 2010–2014
- Kaifala Mara (Sierra Leone), 2014–2017
- Momodu Lamin Kargbo (Sierra Leone), 2017–2018
- Nabeela F. Tunis (Sierra Leone), 2018–2019
- Francis Mustapha Kai-Kai (Sierra Leone), 2019–2023
- Kenyeh Barlay (Sierra Leone), seit 2023[4]

Generalsekretär ist Hélder da Costa aus Osttimor (Stand 2015/2021).

## Mitglieder der g7+

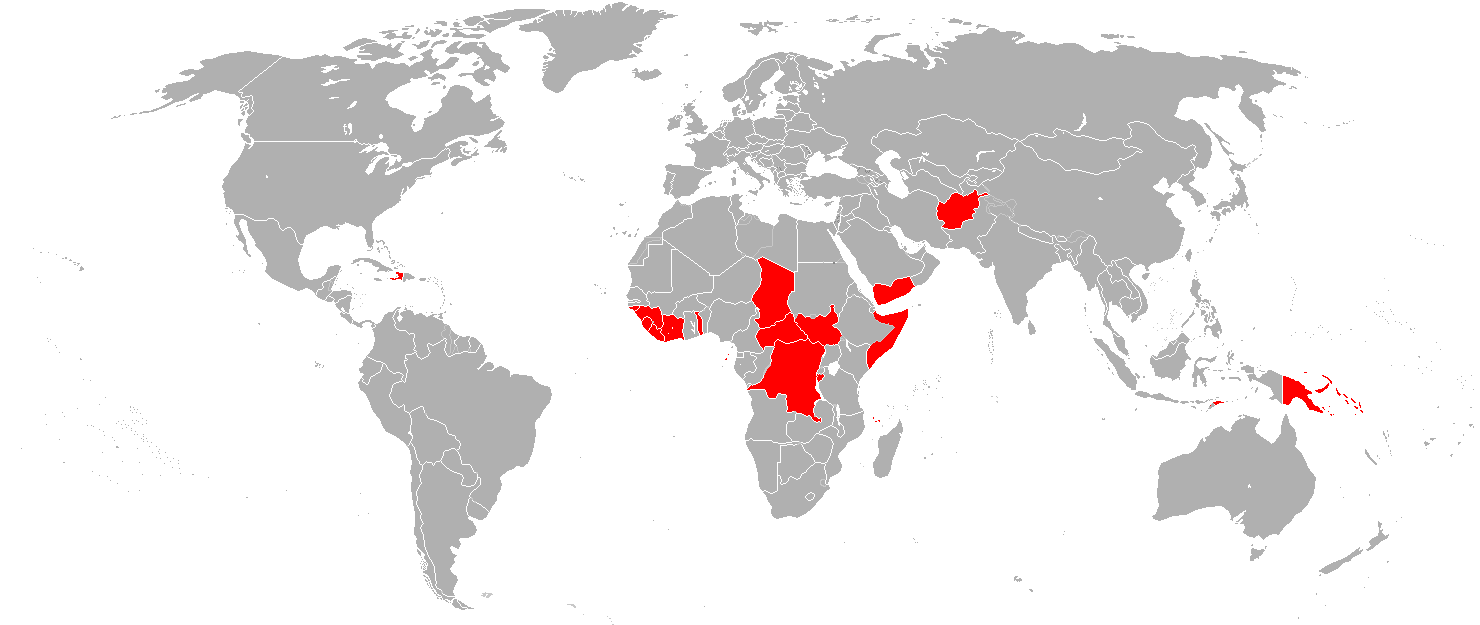
Mitgliedsstaaten der g7+

Gründungsmitglieder:
- Afghanistan
- Elfenbeinküste
- Haiti
- Demokratische Republik Kongo
- Osttimor
- Sierra Leone
- Zentralafrikanische Republik[6][7]

Weitere Mitglieder:
- Burundi
- Guinea
- Guinea-Bissau
- Jemen
- Komoren
- Liberia
- Papua-Neuguinea
- Salomonen
- São Tomé und Príncipe
- Somalia
- Südsudan
- Togo
- Tschad[8][9]